# 石狩北部地区消防事務組合
石狩北部地区消防事務組合（いしかりほくぶちくしょうぼうじむくみあい）は、北海道石狩郡当別町、石狩郡新篠津村、石狩市が組織する一部事務組合（消防組合）。

## 沿革
「組合の沿革」参照
- 1970年（昭和45年）：石狩郡当別町、石狩郡新篠津村、厚田郡厚田村、浜益郡浜益村により、一部事務組合の石狩北部地区消防事務組合発足、消防本部設置。
- 1971年（昭和46年）：消防署、新篠津出張所、厚田出張所、浜益出張所設置。
- 1972年（昭和47年）：石狩郡石狩町が組合加入、石狩出張所を設置する。
- 1974年（昭和49年）：石狩出張所が石狩消防署に昇格。消防組合消防署を当別消防署と改称。南線分遣所設置。
- 1977年（昭和52年）：南線分遣所を花川南出張所と改称。
- 1979年（昭和54年）：石狩消防署新庁舎竣工。花川南出張所を廃止し、北出張所設置。
- 1991年（平成03年）：新篠津出張所、厚田出張所、浜益出張所を支署と改称。
- 1995年（平成07年）：消防本部に課制導入。
- 1996年（平成08年）：石狩町が市制施行し、石狩市となる。
- 1998年（平成10年）：当別消防署新庁舎竣工。
- 1999年（平成11年）：新篠津支署を新篠津消防署、厚田支署を厚田消防署、浜益支署を浜益消防署に昇格。
- 2005年（平成17年）：厚田村、浜益村が石狩市へ編入合併。石狩消防署北出張所を親船支署、厚田消防署を厚田支署、浜益消防署を浜益支署と改称。
- 2006年（平成18年）：消防本部事務所を石狩市に移転。
- 2013年（平成25年）：消防指令センター運用開始。石狩振興局管内の消防救急デジタル無線共同運用開始。
- 2014年（平成26年）：親船支署が移転し、石狩湾新港支署と改称。

## 組織
- 議会議員 - 事務組合 - 組合監査委員・公平委員会
  - 消防本部（総務課・警防課・予防課）
    - 当別消防署
    - 新篠津消防署
    - 石狩消防署
      - 石狩湾新港支署
      - 厚田支署
      - 浜益支署

## 消防車両
「消防機械現有一覧」参照
- 水槽付消防ポンプ自動車：7
- 化学消防ポンプ自動車：2
- 大型化学消防ポンプ自動車：1
- 小型動力ポンプ付水槽車：4
- 消防ポンプ自動車：5
- 大型高所放水車：1
- 救助工作車：2
- 指令車：4
- 高規格救急自動車：6
- 小型動力ポンプ付水槽車：4
- 積載車：20
- 人員輸送車：1
- 指揮車：2
- 資機材搬送車：2
- 資機材運搬車：1
- 資材運搬車：1
- 火災原因調査車：1
- 消防防災車：1
- 連絡車：5
- 広報車：3
- 指揮広報車：1
- 非常用救急自動車：2
- 泡原液搬送車：1

## 消防署
| 消防署       | 住所                     | 支署                                                                                                   |
| ------------ | ------------------------ | --- |
| 当別消防署   | 石狩郡当別町錦町351      | |
| 新篠津消防署 | 石狩郡新篠津村第46線北12 | |
| 石狩消防署   | 石狩市花川北1条1丁目2-3  | 石狩湾新港：石狩市志美65-2 厚田：石狩市厚田区厚田106 浜益：石狩市浜益区浜益2-3（石狩市役所浜益支所内） |